# Silbersalamander
Der Silbersalamander (Plethodon glutinosus) ist ein Schwanzlurch aus der artenreichen Familie der Lungenlosen Salamander. Man unterscheidet etwa 16 Unterarten.

## Merkmale
Der Silbersalamander ist schwarz mit weißen oder silbernen Flecken. Die Unterseite ist heller als die Oberseite. Die Tiere werden 12 bis 17 Zentimeter lang. Der Rumpf hat 14 bis 15 Seitenfurchen. Der Kopf ist relativ groß. Frisch umgewandelte Jungtiere können noch kleine weiße Kiemen haben.

## Vorkommen
Der Silbersalamander kommt von New York südlich bis nach Florida und westlich bis Mississippi, Arkansas und Oklahoma vor. Er lebt in feuchten Wäldern und Flusstälern bis in 1600 Metern über Meereshöhe, wo er sich unter flachen Steinen und verrottendem Holz verbirgt. Der Silbersalamander ernährt sich von Ameisen, Käfern und Würmern.

## Lebensweise
Während er im Süden das ganze Jahr aktiv ist, hält er im Norden eine Winterruhe. Nach Regenfällen verlässt er seine Verstecke.
Wird der Silbersalamander angegriffen, sondert er ein äußerst unangenehmes, milchig weißes und schleimiges Sekret (der englische Name des Tieres ist »Slimy Salamander«) ab, das kaum von der Haut zu entfernen ist.

## Fortpflanzung
Die Paarung findet je nach geografischer Lage im Frühling, Sommer oder Herbst an Land statt. Im Norden pflanzen sich die Weibchen alle zwei Jahre, im Süden dagegen jedes Jahr fort. Das Weibchen legt 6 bis 36 Eier in Erdspalten oder -löcher und bewacht diese. Die Eier entwickeln sich ohne ein Larvenstadium im Wasser. Die Jungtiere schlüpfen im Norden im Spätsommer, im Süden im Oktober. Mit drei Jahren wird ein Tier geschlechtsreif.